# زياد الحريري
زياد الحريري: هو وزير الدفاع السوري، ورئيس الأركان، بعد انقلاب الثامن من آذار في سوريا، والذي سيطر حزب البعث فيه على مقاليد الحكم. ولد الحريري في حماة عام 1930. يعتبر الحريري أحد أبرز مهندسي انقلاب 8 آذار في سورية، وبعد نجاح الانقلاب، جمع بين منصبي وزير الدفاع، ورئيس الأركان حتى يوليو 1963؛ حيث جردته اللجنة العسكرية بحزب البعث بقيادة صلاح جديد من صلاحياته، وتم نفيه إلى أوروبا؛ حيث تم تعيينه سفيرًا متجولًا لسوريا في باريس.